# Cerotainia propinqua
Cerotainia propinqua là một loài ruồi trong họ Asilidae. Cerotainia propinqua được Schiner miêu tả năm 1868. Loài này phân bố ở vùng Tân nhiệt đới.